# Phyllonorycter pyrispinosae
Phyllonorycter pyrispinosae är en fjärilsart som beskrevs av Gerfried Deschka 1986. Phyllonorycter pyrispinosae ingår i släktet guldmalar, och familjen styltmalar.
Artens utbredningsområde är Turkiet. Inga underarter finns listade i Catalogue of Life.